# Homestar Runner
Pour les articles homonymes, voir HSR.
Homestar Runner (souvent abrégé en HR, HSR ou H*R) est une web-série d'animation en Flash. Elle mélange un humour surréaliste avec des références à la pop culture des années 1970, 80 et 90, notamment les jeux vidéo, la télévision et la musique populaire. Le site est surtout connu aux États-Unis ; les événements du dessin animé ont d'ailleurs pour cadre le monde fictif de Free Country, USA.
Grâce au bouche-à-oreille, le site constitue aujourd'hui l'une des collections de dessins animés en Flash les plus visitées d'internet ; il se caractérise également par son refus d'afficher de la publicité (les créateurs du site paient tous les frais grâce aux revenus générés par les produits dérivés, notamment les T-shirts).
Depuis 2010, plus aucune nouvelle n'apparaît sur le site et il est mis à jour de manière moins régulière.

## Personnages
Les animations sont principalement centrées sur le personnage de Homestar Runner, un athlète idiot mais gentil. Néanmoins, le personnage de Strong Bad est généralement plus populaire parmi les fans. Une série de courts dessins animés quasi-hebdomadaires lui est d'ailleurs consacrée : les Strong Bad Emails, dans lesquels le personnage répond aux messages que les fans lui envoient. Strong Bad est accompagné de son partenaire, The Cheat, ainsi que de son frère Strong Mad. Ensemble, ils persécutent le deuxième frère de Strong Bad, le dépressif Strong Sad.
Beaucoup d'autres personnages apparaissent au fil des épisodes: la petite amie hippie de Homestar Runner, Marzipan ; son meilleur ami Pom Pom ; Coach Z, un personnage avec de graves difficultés d'élocution ; Bubs, le propriétaire du magasin local ; The King of Town et son acolyte, The Poopsmith, etc.